# Saša Marković Mikrob
Saša Marković Mikrob (Beograd, 21. oktobar 1959 — Beograd, 15. jul 2010) poznat i kao Mladoženja, Bambus i Ganeša bio je srpski umetnik, novinar, radijski voditelj, društveni radnik, performer, i jedan od najznačajnijih predstavnika srpske alternativne i savremene umetničke scene. Radio je kao saradnik u više listova i radio-programa, a kao performer je pedesetak puta nastupao u Srbiji i inostranstvu. Marković je kao specifična ličnost bio inspiracija za brojne dokumentarne filmove, a često se pojavljivao i u muzičkim spotovima beogradskih bendova.

## Biografija
Saša Marković rođen je 1959. u Beogradu, gde je studirao jugoslovensku književnost i srpskohrvatski jezik. Od rane mladosti bavio se različitim poslovima — bio je grafički urednik Studenta, čuvar oružja u podrumu banke u centru grada, šofer i kurir u ambasadi jedne vanevropske zemlje, politički aktivista i osnivač nekih opozicionih stranaka, polaznik raznih kurseva, proizvođač toalet papira, akviziter knjiga, novinar, radio voditelj, urednik Lepog ritma srca, predavač o istoriji rokenrola, saosnivač tajne organizacije KPGS, saosnivač Remonta...

## Radio
Od 1990. Marković je radio na Radiju B92 u emisiji Ritam srca, a od kraja 1990-ih vodio i uređivao Lepi ritam srca, koja je počinjala njegovim prepoznatljivim pozdravom Zdravo živo! Marković je u ovoj emisiji „na zabavan i optimističan način komentarisao stvarnost, preporučivao koncerte, izložbe i ostala dešavanja“, i iz svoje kolekcije birao „muziku koja se nije mogla čuti na drugim mestima“. Nakon toga je do 2006. sa Mićunom Ristićem na Radiju SKC vodio emisiju Black Market koja se bavila beogradskim muzičkim i koncertnim dešavanjima. Emisija je dobila naziv Black Market (crna berza) po berzi ploča koja se paralelno odvijala na ulici ispred Studentskog kulturnog centra, a imala je i izdanje uživo u DKSG-u i pojedinim drugim prostorima u gradu. Emisija je prekinuta nakon što Radio SKC nije dobio dozvolu za emitovanje programa na konkursu Republičke radiodifuzne agencije.

## Radionice i izložbe
Sa britanskim umetnikom Miksapom (Mixup) iz Notingema Marković je izveo više akcija Lice odgovara priči (The Face Fits the Story) uz radionice, projekcije video radova i performans. Koristili su foto-automat kao umetnički medij, a da bi radili zajedno, sastajali se naizmenično u Srbiji i Velikoj Britaniji. Prvu zajedničku akciju održali su 1989. u SKC-u. Marković je s njim 1994. vodio umetničku radionicu Psychodelia u Glazgovu, a 1996. je u Žitkovcu vodio studentsku radionicu u okviru Projekta X (EASA, Arhitektonski fakultet u Beogradu).
Među samostalnim izložbama Markovića bile su The Face Fits The Story — Life In Photobooth 2004. u fotografskoj galeriji 063 u Beogradu i Englesko leto 2002 (sa Miksapom) 2003. u galeriji Remont. U grupnim izložbama izlagao je na 44. Oktobarskom salonu 2003, na izložbi Kolekcije i akumulacije u galeriji Studentskog kulturnog centra 2004, na izložbama O normalnosti. Umetnost u Srbiji 1989—2001 u Muzeju savremene umetnosti u Beogradu i Dislokacije/utopijski prostori u galeriji  2005, na izložbama Ideja (ne) realizacija 2 u galerijama Remont u Beogradu i Vladislav Maržik u Kraljevu 2008.
U proleće 2008. sa Stevanom Novakovićem osnovao je umetničku grupu Radar. U julu iste godine započeli su projekat Gotovina izložbom u Markovićevom stanu. Projekat se bavio prikupljanjem predmeta sa beogradskih buvljih pijaca, te njihovom predstavljanju kao ready-made objekata ili njihovom kombinovanju u asemblaže. Projekat je trebalo da ukaže na fenomen iskorišćavanja odbačenih stvari i proces zarade od njihove preprodaje nakon manjih intervencija. Projekat Gotovina činila je serija od tri izložbe: Izumi u galeriji Remont, Koža u galeriji Doma kulture Studentski grad i Gotovina u galeriji Doma omladine Beograda.

## Muzika
Marković je bio vrsni poznavalac rokenrola sa bogatom kolekcijom ploča, od kojih je prvu nabavio kad je imao devet godina.
Godine 1987. Markovićev prijatelj Nebojša Dudek, upoznao ga je sa tada nepoznatim Rambom Amadeusom sa kojim su osnovali tajnu organizaciju KPGS. Naziv je predstavljao akronim od Kurac! Pička! Govno! Sisa! koji je spontano nastao u telefonskom razgovoru između Markovića i Dudeka. Marković je u okviru grupe KPGS učestvovao na albumu O, tugo jesenja, Ramba Amadeusa iz 1988. Pored zvaničnog izdanja PGP-a na čijem se omotu nalazi Rambo Amadeus obučen u togu iz vremena Amadeusa, a na pozadini obučen poput Ramba, postoji još jedno izdanje ovog albuma. U tiražu od 90 primeraka pojavilo se specijalno izdanje omota koji je radio Marković. Prednja strana ukrašena je fotokopijama koje sadrže razne reference na turbo-folk, a ime Rambo Amadeus ispisano fontom tada popularne Mikijeve radionice, dok je zadnja strana urađena u obliku stripovanog kolaža od slika iz foto-automata. Rambo Amadeus je 1993. izdao album Kurac, pička, govno, sisa na kome se nalazi pesma K.P.G.S. (Oda radosti).
Markovićev hobi bio je opremanje samostalno narezanih -CD}--ova ručno pravljenim omotima jer, kako je govorio, „taj postupak prirodno sledi iz kopiranja muzike“. Marković nije mario za zaštitu intelektualne svojine, smatrajući je „licemernom strategijom bogatih“, ali je bio protiv masovne piraterije koju je smatrao delom „nakazne nemani kapitalizma“: „Piraterija jeste kapitalizam i zato je treba suzbijati. Sasvim druga priča su katalozi kolekcionara, tokom dugog vremena brižljivo, sa ljubavlju prikupljane hiljade, često nepoznatih naslova. Katalozi kruže mrežom kao voda u prirodi. Zaustaviti tu cirkulaciju jednako je zaustavljanju života! To je ljubav! To je sloboda! To je poezija!“ Izrada omota uključivala je obavezni prednji omot, ponekad i zadnju stranu sa spiskom pesama, i obaveznu sliku na samom CD-u. Po Markoviću, prelaskom muzike sa vinila na CD, umetnost omota za ploče je nazadovala, sa mnogo manje dobrih omota nego '50-ih, '60-ih i '70-ih godina XX veka. Njegova kolekcija brojala je preko preko šeststo ručno napravljenih omota.
Sarađivao je sa Tobićem Tobićem, kao član njegovog one-man benda, pojavljivao se u muzičkim spotovima Boli me kita, grupe Familija, Lepa Janja, ribareva kći, Bajage i instruktora, Opet jak, grupe Repetitor, i kao maskota na omotu muzičke kompilacije Šta treba maloj deci.

## Smrt
Marković je posle duže i teške bolesti preminuo 15. jula 2010. u bolnici na Bežanijskoj Kosi u Beogradu u 51. godini. Kremiran je na Novom groblju u Beogradu 17. jula 2010. Opelu je prisustvovao veliki broj Markovićevih prijatelja, poznanika, kolega, umetnika, kao i predsednik Srbije Boris Tadić.

## Spoljašnje veze
- Moja muzika, Saša Marković Mikrob piše o svojoj kolekciji diskova
- Moj drugar Mikrob, Tobić Tobić o Mikrobu
- Čovek koji je voleo život, Daniel Kovač o Mikrobu